# Abessinsk hare
Abessinsk hare (Lepus habessinicus) är en däggdjursart som beskrevs av Wilhelm Hemprich och Ehrenberg 1832. Lepus habessinicus ingår i släktet harar, och familjen harar och kaniner. IUCN kategoriserar arten globalt som livskraftig. Inga underarter finns listade.
Denna hare förekommer vid Afrikas horn i Somalia, Etiopien, Djibouti och angränsande delar av Sudan och möjligen nordligaste Kenya. Arten vistas där i gräsmarker och savanner samt i halvöknar med några enstaka buskar.
Abessinsk hare når en kroppslängd (huvud och bål) mellan 40 och 55 cm. Den är främst aktiv på natten. Svanslängden är 7,5 till 10 cm, bakfötterna är 10 till 11,8 cm långa och öronen är 10,5 till 12,1 cm stora. Vikten varierar mellan 1 415 och 2 440 g. Ovansidan är täckt av mjuk päls med silvergrå färg. Några ställen på axlarna, på ryggen och på stjärten kan vara svartaktiga. Mellan den grå pälsen på ovansidan och undersidans vita päls finns en bred rödbrun till kanelfärgad strimma. Hos några exemplar har regionen kring ögonen en vit färg. De långa öronen är mer brunaktiga och ljusare på insidan. Dessutom finns en svart kant på öronens topp. Svansens är uppdelad i en svart ovansida och en vit undersida.

## Taxonomi
Åsikterna går isär om taxonet är en sann art eller ej. Vissa experter ser den abessinska haren som en underart till kaphare.